# Northside (Dublín)

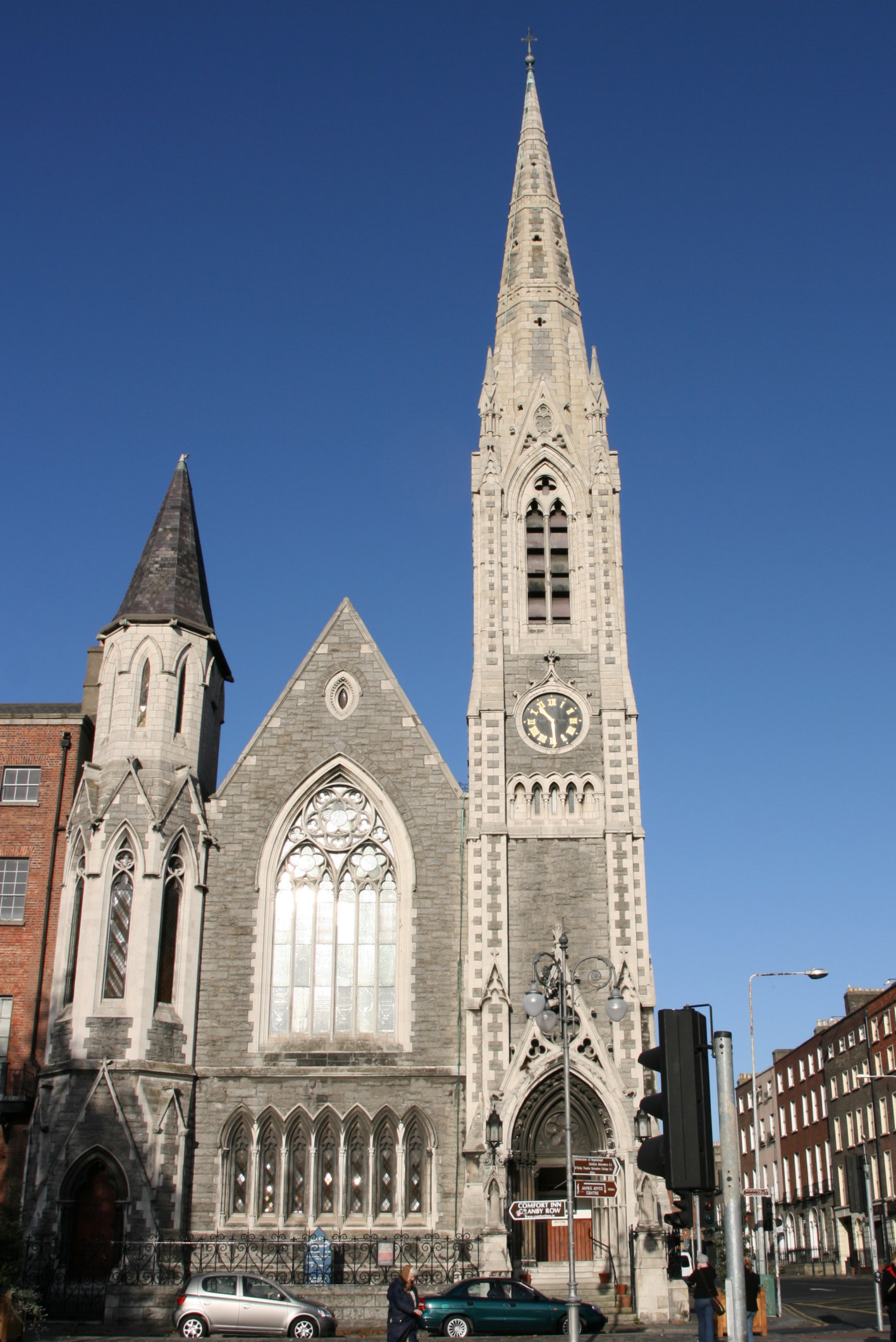
Església de Findlater (Abbey Presbyterian Church) a Parnell Square

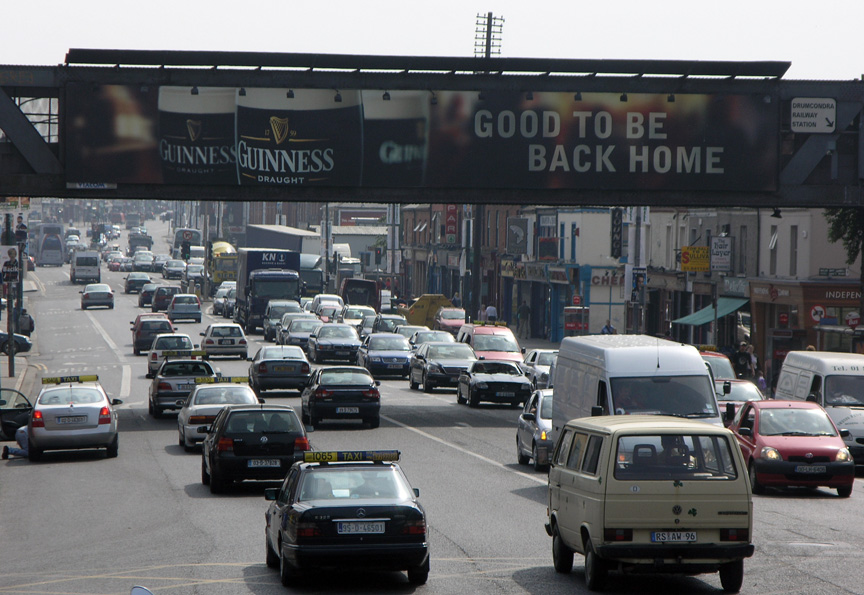
Trànsit al pont Independent a Drumcondra

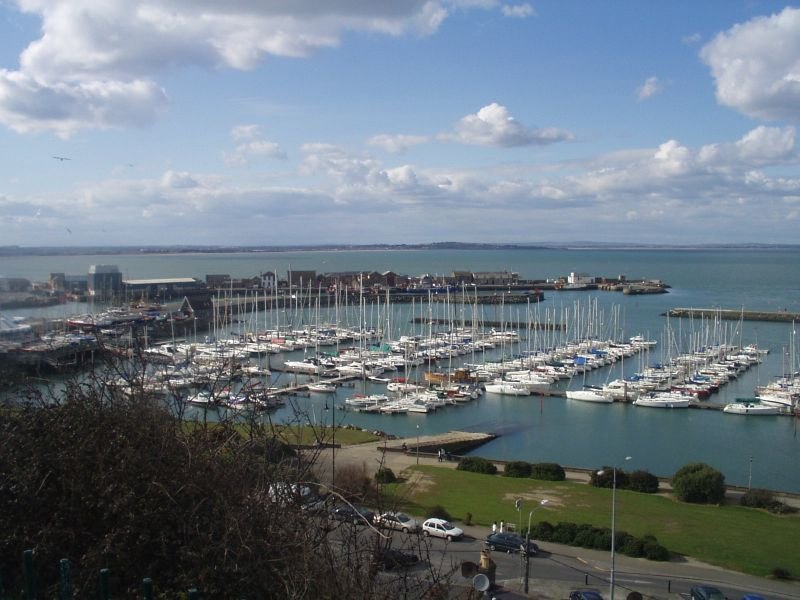
El port a Howth

El Northside (gaèlic irlandès: Taobh Ó Thuaidh) és l'àrea del comtat de Dublín (República d'Irlanda) limitada al sud pel riu Liffey, a l'est per la badia de Dublín, i al nord i oest per la M50.

## Introducció
El Northside no és una àrea administrativa oficial sinó més aviat un terme col·loquial. El Northside és vist tradicionalment com de classe treballadora, a diferència de la seva contrapart de l'altre costat del riu, al Dublín sud, i hi ha una mica de rivalitat entre tots dos. Això no sempre era així -durant bona part del segle xviii, la part més rica de la ciutat estava centrada al voltant de Parnell Square i Bolton Street. Objectivament, la riquesa està relativament ben distribuïda al voltant del país, però això no preveu que alguns dublinesos es guiïn per sentiments de presumpció per codis postals o al revés, i refusen travessar el riu a la meitat oposada, ni tan sols per comprar. S'ha de notar que, comparat amb el centre del sud, el centre del nord manca d'algunes comoditats, com restaurants.
Molts dels llibres escrits pel guanyador del Premi Booker, Roddy Doyle, estan situats a l'àrea fictícia de Barrytown, al nord de Dublín (que es creu que és Kilbarrack lleugerament disfressada, on va treballar com a professor d'escola). La popular telenovel·la de RTÉ, Fair City, està situada al suburbi fictici de Carrickstown, al nord.

## Àrees del Northside
Les àrees del Northside inclouen el centre de Dublín al nord del Liffey i districtes com Smithfield i Summerhill. Ja no hi ha alguns barris antics, com Oxmantown. Més enllà del centre, les àrees del Northside inclouen les següents, la majoria (almenys dos noms van ser inventats en la dècada de 1960) dels noms són antics, encara que fins fa poc molts eren townlands rurals. Alguns són barris o llogarets diferents, d'altres formen part de les zones més grans:
- Artane
- Ashtown
- Balbriggan
- Ballybough
- Baldoyle
- Balgriffin
- Ballygall
- Ballymun
- Bayside
- Beaumont
- Blanchardstown
- Broadstone
- Cabra
- Castleknock
- Clonee
- Clongriffin
- Clonsilla
- Clontarf
- Coolock
- Corduff
- Darndale
- Dollymount
- Donaghmede
- Donnycarney
- Drumcondra
- East Wall
- Fairview
- Finglas
- Glasnevin
- Grangegorman
- Harmonstown
- Howth
- Kilbarrack
- Killester
- Kinsealy
- Malahide
- Marino
- Mulhuddart
- North Wall
- North Strand
- Oxmantown
- Phibsboro
- Portmarnock
- Priorswood
- Raheny
- Rush
- Santry
- Sheriff Street
- Skerries
- Smithfield
- Stoneybatter
- Sutton
- Summerhill
- Swords
- Whitehall.

L'àrea és administrada tant pel Consell de la Ciutat de Dublín (antigament la Corporació de Dublín) com pel Consell del comtat de Fingal, cadascú responsable del 84% i 16% de l'àrea que es troba dins de la M50 al nord del Liffey, respectivament (excloent la península de Howth). La frontera urbana entre Fingal/Dublín va ser traçada el 1985 i va ser vista com el final del desenvolupament al nord de la ciutat de Dublín en l'època.

## Codis postals
En general, els codis postals al nord de Dublín són imparells, mentre que al sud són parells. Una excepció n'és el parc Phoenix, que està és al nord però té un codi postal parell (8). Anecdòticament, es deia que això era a causa que el parc és la llar de la residència oficial del president d'Irlanda, i es pensava que no era adequat que el president visqués en el gens respectable Northside quan el sistema de numeració es va introduir.
No obstant això, segons l'historiador Pat Liddy, la raó per a això va ser purament pràctica, puix molt abans que hi hagués codis postals l'Oficina de Repartiment Postal a James Street es guiava pel parc Phoenix, perquè es considerava que estava més proper i era més convenient que Phibsborough (Dublín 7). La James Street va continuar en aquesta posició quan els codis postals van ser introduïts, així que havia de ser Dublín 8.
Aquest sistema va ser abolit l'1 de gener del 2008 amb la introducció del sistema de codi postal irlandès, en el qual el principal dígit identificador és el consell o ciutat administrativa rellevant, oposat a la divisió geogràfica d'An Post.

## Llocs importants
Llocs famosos en el costat nord inclouen el carrer principal, O'Connell Street, llar de la GPO i la Spire de Dublín. Al final d'O'Connell Street estan el Teatre Abbey, el Teatre Gate, el Teatre Ambassador i el jardí del Record a Parnell Square.
Al llarg dels molls del nord del Liffey, estan les Four Courts, Custom House, el Centre Internacional de Serveis Financers i el Teatre Point.
Lluny del riu, es troben importants ubicacions, incloent-hi (en cap ordre particular) Áras an Uachtaráin, Farmleigh, l'observatori Dunsik, el St. Anne's Park, la presó Mountjoy, el Reial canal d'Irlanda, la pro catedral de St. Mary, l'Hugh Lane Municipal Gallery, el Dublin Writers Museum, el National Museum of Ireland, Croke Park, la Dublin City University, The Helix, el Teatre SFX de la Ciutat, el Nou Teatre Eblana, la Davis Gallery, el cementiri Glasnevin, el Centre Aquàtic Nacional, el King's Inns, l'hospital Mater i l'ala d'Arts Decoratives i Història del National Museum of Ireland. L'hospital Rotunda en Parnell Square és l'hospital de maternitat, especialment construït, més antic del món.
Altres atraccions turístiques inclouen l'Old Jameson Whiskey Distillery, el Museu de Cera, el Centre James Joyce, La plaça i torre d'observació Smithfield, Phoenix Park, el zoo de Dublín, els Jardins Botànics Nacionals, els locals a l'aire obert dels mercaders en Moore Street i el casino a Marino. Hi ha molts castells al nord, incloent-hi el castell de Castleknock, el castell de Howth, el castell de Clontarf i el castell de Swords.
Centres de transport importants inclouen l'estació Connolly, Busáras (l'estació d'autobusos) i l'aeroport de Dublín.
Molts cossos estatals, tals com l'oficina meteorològica, Met Éireann, la Junta Central de Peixateries, l'empresa nacional i la junta de comerç, Enterprise-Ireland, el Departament d'Educació i el Departament de Defensa tenen la seu a Northside.
La principal àrea de compres al centre del nord és Henry Street/Mary Street, just al costat d'O'Connell Street. Tres dels cinc centres comercials del centre de la ciutat estan al nord: aquests són Jervis Center, el centre comercial Ilan i el centre comercial Irish Life.
El Cineworld (UGC) a Parnell Street és el cinema més gran a Irlanda, amb disset pantalles; l'altre cinema important en el centre és el Savot; està situat en O'Connell Street i és un dels cinemes més antics d'Irlanda.

## Nortenys famosos
Bram Stoker va viure a Marino i va escriure la seva famosa novel·la Dràcula mentre vivia en una casa en Marino Crescent, una terrassa corbada de cases de la Royal Crescent an Bath. La llegenda diu que aquesta terrassa va ser construïda on està per bloquejar deliberadament la vista marina del constructor rival, un ric propietari, de la seva propietat del Casino at Marino. La casa és usada actualment pel Centre de Visitants d'Herència Cultural de Bram Stoker Arxivat 2018-08-07 a Wayback Machine..
Dos Taoisigh, Bertie Ahern i Charles Haughey són del Northside-Ahern de Drumcondra i Haughey de Donnycarney. Tal vegada els del nord més famosos són el grup de rock U2, que es va formar a l'escola secundària de Mount Tremp a Malahide Road.
La Dublin City University, la universitat més nova de Dublín, està situada en el nord, en l'àrea de Glasnevin. Northside és també el nom d'un centre comercial a Coolock, Dublín.